# Distretto di Chato
Il distretto di Chato è un distretto della Tanzania situato nella regione di Geita. È suddiviso in 23 circoscrizioni (wards) e conta una popolazione di 584 963 abitanti (censimento 2022).

## Suddivisione amministrativa
Il distretto è diviso nelle seguenti circoscrizioni (wards), tra parentesi gli abitanti (censimento 2022):
1. Bukome (21 304)
2. Buseresere (53 456)
3. Butengorumasa (22 283)
4. Buziku (29 724)
5. Bwanga (69 894)
6. Bwera (18 495)
7. Bwina (12 054)
8. Bwongera (16 993)
9. Chato (25 771)
10. Ichwankima (9 433)
11. Ilyamchele (9 583)
12. Ilemela (11 858)
13. Iparamasa (39 898)
14. Kachwamba (10 155)
15. Kasenga (21 423)
16. Katende (489)
17. Kigongo (33 896)
18. Makurugusi (45 137)
19. Minkoto (1 706)
20. Muganza (42 375)
21. Muungano (2 371)
22. Nyamirembe (21 571)
23. Nyarutembo (24 000)